# ضاع الديك (مسرحية)
مسرحية ضاع الديك - 1971م، مسرحية اجتماعية كوميدية، تحكي عن أب يدعى يعقوب «عبد العزيز المسعود» تزوج من امرأه هنديه عندما كان بالهند وانجب منها يوسف «محمد المنصور» وطلقها بعد زواجه منها بشهر، وانتقلت مع عائلتها وابنها إلى لندن. عائلة يعقوب تتكون من ابنين ابنه الأول سالم «منصور المنصور» والابنة الثانية فاطمة «مريم الصالح» والابن الاصغر علي «عبد الرحمن العقل» والام «حياة الفهد»، ويوسف يدُخل العائلة بمشاكل.